# Juarez Távora
Juarez Távora är en kommun i Brasilien.   Den ligger i delstaten Paraíba, i den östra delen av landet, 1 700 km nordost om huvudstaden Brasília. Antalet invånare är 7 459.
Omgivningarna runt Juarez Távora är huvudsakligen savann. Runt Juarez Távora är det ganska tätbefolkat, med 62 invånare per kvadratkilometer.